# جارد تلنت
جارد تلنت (انگلیسی: Jared Tallent؛ زادهٔ ۱۷ اکتبر ۱۹۸۴) یک دونده پیاده‌روی سرعت اهل استرالیا است. از افتخارات وی میتوان به کسب مدال نقره ۵۰ کیلومتر پیاده‌روی سرعت در بازی‌های المپیک تابستانی ۲۰۰۸ و ۲۰۱۲ و همین‌طور مدال برنز ۵۰ کیلومتر پیاده‌روی سرعت در بازی‌های المپیک تابستانی ۲۰۰۸ اشاره کرد.